# Via Augusta (Barcelona)
|  | Per a altres significats, vegeu «Via Augusta (desambiguació)». |

La Via Augusta és un carrer de Barcelona situat als districtes de Sarrià - Sant Gervasi i Gràcia. El seu nom parteix del títol que obtingué Bàrcino (Barcelona) en assolir la ciutadania romana. El caseriu del Tàber esdevingué als volts de l'any 215 Civitas Iulia Augusta Paterna Faventia Barcino.
El seu traçat correspon al del tren de Sarrià, anterior a la urbanització de la major part del territori per on passa. El tren hi havia passat primer a nivell i després en rasa, fins que es va cobrir el 1927 (fins a Muntaner) i el 1953 (fins a Sarrià).
Ha tingut diferents noms al llarg de la història: Carril (tot), abans de 1877; Carril (en el terme de Gràcia); Avinguda de Sarrià (a Gràcia), abans de 1889; Ferrocarril de Sarrià, abans de 1900.